# لس هوپر
لس هوپر (انگلیسی: Les Hooper؛ زادهٔ ۲۷ فوریهٔ ۱۹۴۰) آهنگساز و رهبر ارکستر اهل ایالات متحده آمریکا است.
از فیلم‌ها یا مجموعه‌های تلویزیونی که وی در آن‌ها نقش داشته است، می‌توان به هاوایی فایو-او و گوی اشاره نمود.